# Telemofila malaysiaensis
Espèce
Synonymes
- Telema malaysiaensis Wang & Li, 2010

Telemofila malaysiaensis est une espèce d'araignées aranéomorphes de la famille des Telemidae.

## Distribution
Cette espèce est endémique du Sarawak en Malaisie,. Elle se rencontre dans le parc national de Bako.

## Description
Le mâle holotype mesure 0,90 mm et la femelle paratype 0,98 mm.

## Systématique et taxinomie
Cette espèce a été décrite sous le protonyme Telema malaysiaensis par Wang et Li en 2010. Elle est placée dans le genre Telemofila par Zhao, Li et Zhang en 2020.

## Étymologie
Son nom d'espèce, composé de malaysia et du suffixe latin -ensis, « qui vit dans, qui habite », lui a été donné en référence au lieu de sa découverte, la Malaisie.

## Publication originale
- Wang & Li, 2010 : Four new species of the spider genus Telema (Araneae, Telemidae) from southeast Asia. Zootaxa, no 2719, p. 1-20.